# جامعة البصرة للنفط والغاز
جامعة البصرة للنفط والغاز هي جامعة عراقية حكومية تقع في محافظة البصرة عند كرمة علي ومقرها الرئيسي الدائم قضاء القرنة، تأسست عام 2014 تعتبر أول جامعة عراقية متخصصة في مجال الصناعة النفطية والغازية والطاقة، تم إنشاء الجامعة بتاريخ 2014 23 شباط تحتوي الجامعة على ثلاث كليات، وسبب اختيار هذا المكان لان البصرة تعتبر العاصمة الأقتصادية للعراق ولوجود الحقول نفط العملاقة والكبيرة.

## كليات الجامعة
لغاية الآن تم استحداث كليات عدد 2

### كلية هندسة النفط والغاز
كانت تتبع لجامعة البصرة، ثم انقسمت بموجب امر من وزارة التعليم العالي وأصبحت جامعة مستقلة عام 2013-2014 ويتفرع منها ثلاث اقسام:
- هندسة النفط والغاز
- الهندسة الكيميائية
- هندسة البوليميرات

## الكليات المستقبلية
يذكر على ان الجامعة يجب ان تكون على ثلاث كليات وهي
- كلية هندسة العمليات الاستخراجية للنفط
- كلية هندسة العمليات الصناعية للنفط والغاز
- كلية الإدارة الصناعية للنفط والغاز

## انظر ايضاً
- جامعة بغداد
- جامعة البصرة
- جامعة الموصل

## وصلات خارجية
موقع جامعة البصرة للنفط والغاز